# Boerhaave kliniek
De Boerhaave kliniek was een kliniek in Amsterdam. De kliniek werd opgericht in 1902 en was tot 1994 een medische voorziening. In 1995 werd in de panden een privékliniek voor plastische chirurgie geopend onder de naam 'Boerhaave Medisch Centrum'. Deze vertrok in 2014 naar de Dintelstraat in Amsterdam.

## Geschiedenis

### Oprichting in 1902
De Boerhaave kliniek dateert van 1902. De naar de beroemde Leidse hoogleraar geneeskunde Herman Boerhaave (1668-1738) vernoemde kliniek kwam tot stand door samenwerking van twee medisch specialisten, de gynaecoloog dr. Arthur Maurits Mendes de Leon (1856-1924) en de chirurg prof. dr. Otto Lanz (1865-1935). De vermogende Mendes de Leon financierde uit eigen middelen het kapitaal voor de bouw van de kliniek.

### Monumentale Boerhaave panden van Cuypers en Stuyt
Dr. Otto Lanz liet de drie Boerhaavepanden bestaande uit zijn woonhuis (doktershuis) aan het Museumplein, de aangrenzende verpleeginrichting Boerhaave kliniek aan de Teniersstraat en het daarnaast gesitueerde Zusterhuis aan de Johannes Vermeerstraat ontwerpen door de architecten Jos Cuypers en Jan Stuyt.

### 20e eeuw
De Boerhaave kliniek in Amsterdam startte in 1902 als privékliniek aan de Sarphatistraat 13-15. Het verhuisde in 1909 naar de Teniersstraat 1. Na de dood van de oprichter/eigenaar Mendes de Leon in 1924 nam een medisch consortium, de Vereniging Boerhaave Kliniek, het bestuur van de kliniek over. In de Bezettingstijd werd de kliniek met Duits medisch personeel bestemd voor verpleging van (niet militaire) Duitsers en hun familie. In 1994 is onder het bestuur de Boerhaave kliniek gesloten. Aanzet tot sluiting was in 1982 de zogenaamde ‘lijst Gardeniers’ van de toenmalig staatssecretaris Volksgezondheid Til Gardeniers. Hierop volgde 12 jaar lang politieke strijd.
Als Voorzitter van de medische staf van de Boerhaave Kliniek voerde internist Pieter Maurits Elte (1948) een breed gedragen verzet van artsen, patiënten, buurtbewoners en medewerkers, tegen sluiting van de Boerhaave kliniek aan. Op 31 augustus 1994 was de sluiting een feit, waarna de Boerhaave Kliniek is doorgestart op initiatief en onder leiding van Marijke Elte-Kreps (1946), echtgenote van de internist Elte. Sinds 1995 is de Boerhaave kliniek weer een privékliniek onder de naam Boerhaave Medisch Centrum. Na meer dan 100 jaar aan het Museumplein is Boerhaave Medisch Centrum sinds 2014 gevestigd op de Dintelstraat 60 in Amsterdam.

### Boerhaave Medisch Centrum
Van de drie oorspronkelijke Boerhaave panden is na uitgebreide renovaties na 1994 alleen het pand van het zusterhuis van de Boerhaave kliniek in bedrijf gebleven als medische voorziening. In 1995 werd een doorstart gemaakt als privékliniek onder de naam Boerhaave Medisch Centrum. Voor uitbreiding van de werkzame oppervlakte is het Boerhaave Medisch Centrum in 2014 verhuisd naar de omgebouwde Gereformeerde Kweekschool, gebouwd in 1933 in Amsterdamse Schoolstijl aan de Dintelstraat 60.

## Onderscheidingen
In 2019 is Boerhaave Medisch Centrum uitgeroepen tot de beste kliniek voor een borstvergroting door Elsevier Weekblad.
In 2021 is Boerhaave Medisch Centrum uitgeroepen tot één van de 10 best beoordeelde klinieken van Nederland, de Top 2021, door Patiëntenfederatie Nederland.